# Tamonea boxiana
Tamonea boxiana är en verbenaväxtart som först beskrevs av Harold Norman Moldenke, och fick sitt nu gällande namn av Richard Alden Howard. Tamonea boxiana ingår i släktet Tamonea och familjen verbenaväxter. Inga underarter finns listade i Catalogue of Life.